# Valdiguié
Le valdiguié N,, ou valdiguier, est un cépage originaire du sud-ouest de la France.

## Origine et répartition
Il appartient à la famille des Cotoïdes, découvert parmi des lambrusques près de Puylaroque dans le Quercy par un dénommé Valdiguié. Comme le mérille N, il a été planté après le désastre du phylloxéra pour produire en quantité à la place du côt N et de la négrette N. Depuis les années 1950, il n'est plus planté et sa surface a considérablement réduit, passant de 4900 ha en 1958 à 150 ha en 1994.

## Caractères ampélographiques
- Bourgeonnement cotonneux blanc à liseré rosé.
- Jeunes feuilles duveteuses jaunâtres en forme de cœur.
- Feuilles adultes grandes entières ou à 3 lobes, avec un sinus pétiolaire peu ouvert à bords parallèles ou un peu chevauchants, des sinus latéraux peu marqués, des dents courtes rectilignes, un limbe ondulé entre les nervures.
- Grappes grosses et grosses baies ovoïdes avec souvent de petites baies qui restent vertes.

## Aptitudes
- culturales : cépage érigé, fertile et productif, bien adapté à la taille courte.
- Sensibilité : il est peu sensible à la pourriture grise et à l'oïdium.
- Technologiques: il donne des vins colorés et brillants, peu astringents, mais peu alcooliques et légers.